# Pseudohorus caecus
Pseudohorus caecus är en spindeldjursart som beskrevs av Beier 1967. Pseudohorus caecus ingår i släktet Pseudohorus och familjen Olpiidae. Inga underarter finns listade i Catalogue of Life.